# Milo Moiré

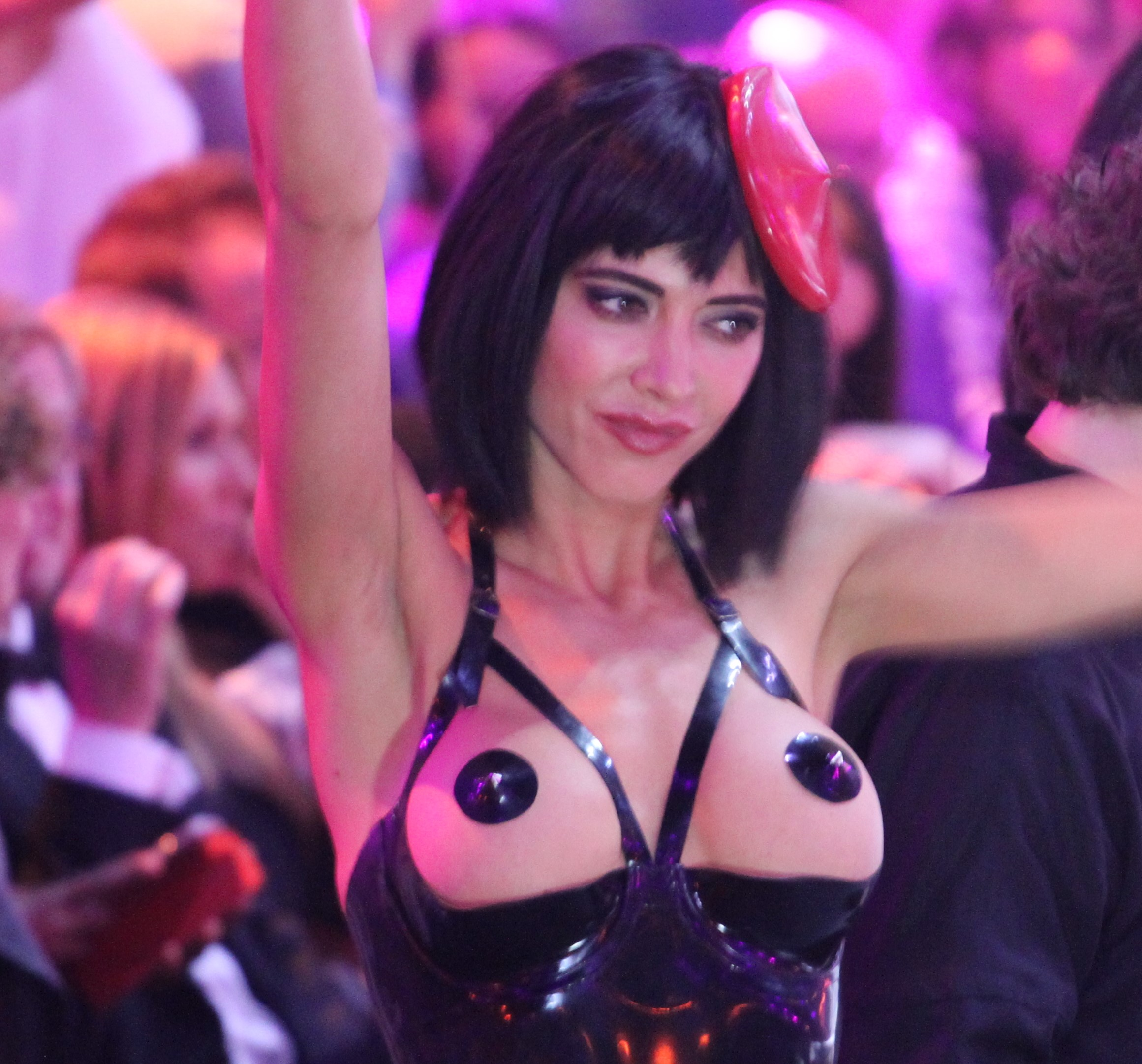
Milo Moiré im Publikum auf der Energy Fashion Night am 7. Mai 2016

Milo Moiré (geboren als Sue Pruzina am 6. Mai 1983 in der Schweiz) ist eine Performancekünstlerin aus Luzern, Schweiz. Ihr Kunstkonzept beruht unter anderem auf der Präsentation ihres nackten Körpers im Umfeld internationaler bekannter Kunstausstellungen und -messen. Mit dem Stilmittel der Provokation erzielt sie daher grosse Aufmerksamkeit in den Medien.
Ihr Künstlername Moiré leitet sich von dem sogenannten Moiré-Effekt ab. Sie schreibt, dass ihr Kunstkonzept aus der Absicht bestehe, „kulturell eng gerasterte Muster kollidieren [zu lassen], um eine neue Struktur zu gewinnen“.

## Beruflicher Werdegang
Milo Moiré hat nach eigenen Angaben spanisch-slowakische Wurzeln. Ursprünglich wollte sie Malerin werden, inspiriert durch Werke von Francis Bacon, HR Giger, Frida Kahlo, Käthe Kollwitz, Maria Lassnig und Edvard Munch.
2005 kandidierte sie, noch unter ihrem bürgerlichen Namen, als Miss Bodensee International und gewann gegen 15 Kandidatinnen aus Deutschland, Österreich und der Schweiz. Sie studierte später Psychologie an der Universität Bern und erwarb 2011 den Master-Abschluss. Ihre Arbeit widmete sich der Frage, was Frauengesichter attraktiv und erfolgreich wirken lässt.
2007 brachte ein Radiointerview mit der serbischen Performancekünstlerin Marina Abramović sie dazu, eigene Konzepte zur Performancekunst zu entwickeln. Dabei beschäftigte sie sich auch mit pornografischen Inhalten der modernen Kunst, wie sie bei den Lost-Girls-Comics von Alan Moore zu finden sind und bei Arbeiten von Paul McCarthy, Valie Export und Carolee Schneemann. Sie lebt in Düsseldorf.
Im August 2017 nahm sie an der fünften Staffel von Promi Big Brother teil und erreichte den zweiten Platz.
Zwischen 2020 und 2022 veröffentlichte sie mehrere, teilweise künstlerische, pornografische Inhalte.
In dem 2022 erschienenen Indie-Film Mad Heidi spielt sie die Dienerin des Schweizer Präsidenten Meili.
2025 lebte sie nach eigener Aussage in Düsseldorf und arbeitete als Creative Director bei der Agentur Mack One.

## Performances (Auswahl)
- The Script System: Performance in der Düsseldorfer U-Bahn 2013 und 2014 vor der Messe Art Basel, wo ihr der Zutritt verwehrt wird. Kleidung erscheint nur in Form von Wörtern wie Bra, Slip oder Shirt, die auf ihrem Körper geschrieben sind.
- PlopEgg series: eine Reihe von Performances, in der Moiré mit Farbe gefüllte Eier aus ihrer Vagina herauspresst, die auf den Boden fallen und beim Zerbrechen Bilder erzeugen, 2014 vor der Messe Art Cologne in Köln
- Das nackte Leben – wie wenig Abstraktion verträgt die Kunst?, LWL-Museum für Kunst und Kultur, Münster 2015: Moiré geht nackt mit einem Baby auf dem Arm durch die Ausstellung und betrachtet die Werke alter Meister, auf denen nackte Frauen und Kleinkinder gezeigt werden.
- Nackt-Selfies: Während 2015 in Basel die Kunstmesse Art 2015 stattfand, lud die unbekleidete Künstlerin auf dem Barfüsserplatz Passanten ein, sich mit ihr zusammen ablichten zu lassen oder Selfies mit ihr zu fotografieren.[9] Während diese Performance in Basel ungestört stattfand, wurde sie in Paris in polizeilichen Gewahrsam genommen.[10] Das 15. Frankreichfest in Düsseldorf erwählte Milo Moiré, um am 12. Juli 2015 auf dem dortigen  Burgplatz erneut ein „Nackt-Selfie“ abzulichten. Als Hintergrund ihrer Aufnahme nutzte sie die anlässlich des Festes aufgestellte 15 Meter grosse Nachbildung des Eiffelturms.[11]
- Als Reaktion auf die Übergriffe in der Silvesternacht 2015/16 demonstrierte die Künstlerin am 8. Januar 2016 auf der Kölner Domplatte nur mit Schuhen bekleidet für die Respektierung der Freiheit von Frauen und hielt dabei ein Schild in die Höhe mit der Aufschrift: Respektiert uns. Wir sind kein Freiwild selbst wenn wir nackt sind!!![12]
- Im Juni 2016 trug Milo Moiré in Amsterdam, Düsseldorf, Köln und London im Rahmen einer öffentlichen Performance, bei der es um intime Körperberührung ging, verspiegelte Boxen um Brust und Hüfte, durch die Passanten ihren Intimbereich und ihre Brüste für 30 Sekunden, mit einer Stoppuhr gemessen, berühren konnten. Diese Berührungen dokumentierten in den Boxen installierte Kameras. In London wurde die Künstlerin aufgrund dieser Aktion verhaftet, für 24 Stunden arrestiert und nach einer Zahlung von etwa 1300 Euro wieder freigelassen. Die Performance war als Hommage an Valie Export gedacht, die bereits 1968 in München eine ähnliche Kunstaktion durchführte.[13]

## Rezeption in den Medien (Auswahl)
- Zeitung 20 Minuten, Zürich, 23. Februar 2015
- Aufregung bei der Art Cologne: Nacktkünstlerin „legt“ Eier. Augsburger Allgemeine, 18. April 2014, abgerufen am 5. Juni 2015.

Interviews mit Milo Moiré:
- Le Figaro, 24. Juni 2014
- «Manche empfinden schon eine Brustwarze als pornografisch». Tages-Anzeiger, 23. Juni 2014, abgerufen am 5. Juni 2015.

Kritische Rezensionen:
- Jonathan Jones: The artist who lays eggs with her vagina – or why performance art is so silly. The Guardian, 22. April 2014, abgerufen am 5. Juni 2015.
- Swiss performance artist Milo Moiré ‘gives birth to painting’ using her vagina. The Independent, 22. April 2014, abgerufen am 5. Juni 2015.

Weitere Medienberichte finden sich auf ihrer Internetseite.